# Сквер імені Героїв Великої Вітчизняної війни (Луганськ)
Сквер і́мені Геро́їв Вели́кої Вітчизня́ної війни́ — парк-пам'ятка садово-паркового мистецтва місцевого значення у центрі Луганська. Частина площі Героїв Великої Вітчизняної війни. Названий на честь учасників німецько-радянської війни 1941-1945 років. 
В народі отримав назву — «Дураковка». Місце розваг місцевої молоді. Інша неофіційна назва — Парк Шевченка.

## Історичний огляд

Чоботар, що мав місце на базарній площі, за звичкою лагодить взуття. 1956 рік

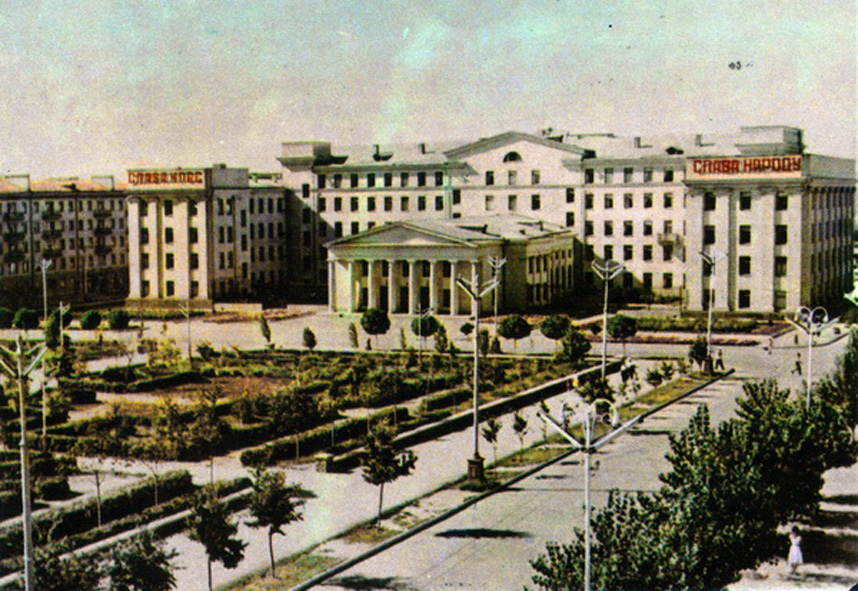
Сквер та обком КПУ, 1950-ті роки

Розчищення місця для скверу. 1957 рік

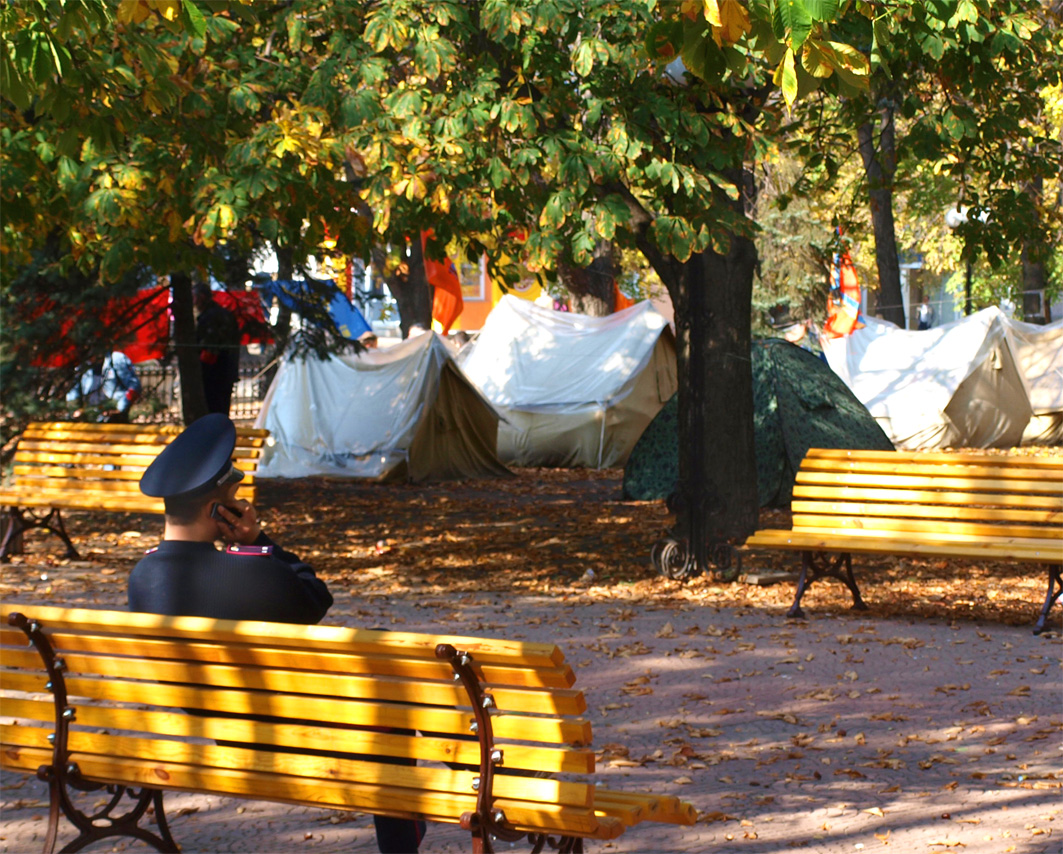
Наметове містечко. Сквер — постійне місце протестних акцій. 2011 рік

На місці скверу знаходилась Ярмаркова площа. Реконструкція Луганська у 1950-х роках передбачала знесення приватного сектора, циганських поселень, ліквідація базару і зведення будівель Луганського обласного виконкому і Луганського обкому КПУ.
Перед ними розпланували сквер, який відкрили у 1957 році.
Площа, на який знаходився сквер, називалась Центральною, згодом Радянською, а з відкриттям обеліска Слави у 1965 році — площею Героїв Великої Вітчизняної війни.
Важливу роль відігравав майданчик, що знаходився у південній частин скверу і примикав до вул. Совєтської. На цьому місті на свята 1-го і 9-го травня, а також до річниці Жовтневого перевороту встановлювались трибуни для місцевого партійного та радянського активу, які вітали демонстрантів, що йшли вулицею Совєтською. Навпроти нього у будинку зі шпилем знаходились «луганські куранти», які відбивали час позивним сигналом на мелодію революційної пісні «Наш паровоз вперед лети».
На Новий рік спочатку на протилежному боці вул. Совєтської, а після 1965 року у сквері встановлювали новорічну ялинку. У часи незалежності новорічно-різдвяні свята стали проводити на Театральній площі.
У літній сезон цей майданчик пристосовувався для дітей.

## Політичні акції

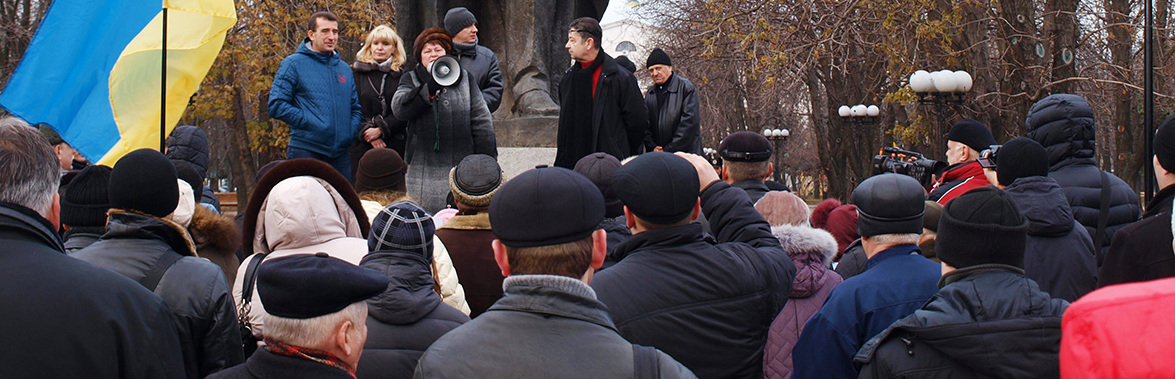
Луганський Євромайдан (сквер Героїв ВВВ), 2.12.2013

Сквер, який розташований перед будівлею обладміністрації, став місцем постійних акцій протесту.
У грудні 2000 року у сквері представники Соціалістичної та інших опозиційних партій провели акцію «Україна без Кучми».
Під час Помаранчевої революції луганські прибічники Віктора Януковича встановили тут наметове містечко на підтримку синього майдану. Аналогічні містечка з'явились у Донецьку, Харкові, Дніпропетровську.
Наприкінці 2013 — на початку 2014 років у сквері проходили акції Луганського Євромайдану.

## Шахтарські страйки й акт самоспалення
1989-1990-і роки були часом масових шахтарських страйків.
У липні-серпні 1998 року у сквері протестували гірняки краснодонських шахт ім. Баракова, «Дуванна», «Краснодарська-Південна» і «Суходольська-Східна», які вимагали погасити заборгованість із зарплати.
24 серпня 1998 року на День незалежності України шахтарі збирались влаштувати акцію — підпалити «Паразита», який уособлював тодішнього президента Леоніда Кучму. Однак міліція розігнала страйкарів. Уперше в незалежній Україні проти учасників мирної акції були застосовані спецзасоби: кийки і сльозогінний газ. Унаслідок сутички постраждало 22 шахтаря, 12 працівників «Беркута» і 3 співробітники міліції.
У листопаді 1998 року страйк відновився. 14 грудня року на знак протесту проти дій влади і знущань з боку адміністрації шахти ім. Баракова, яка заборгувала зарплату з 1996 року, доведений до відчаю гірняк Олександр Михалевич здійснив акт самоспалення. 17 грудня вся заборгованість була погашена.
Щорічно, 24 серпня і 14 грудня, у сквері відзначається день пам'яті подій 1998 року.

## Пам'ятник Тарасу Шевченку

Центральний пам'ятник міста — Тарасу Шевченку.

Спочатку пам'ятник планувалось встановити на Красній площі біля Будинку техніки, де в 1992 році був закладений камінь. У 1995 році міська влада оголосила проведення конкурс, переможцем якого став Іван Чумак (1926–2004).
Було зібрано 30 тисяч гривень від місцевих спонсорів і 10 тисяч — від Одеської міськради. Оскільки коштів не вистачало, у 1995 році у Луганську було створено Братство шанувальників творчості Тараса Шевченка, яке звернулось за матеріальною допомогою до Всесвітнього конгресу українців. Діаспора перерахувала ще 50 тисяч доларів.
Проти спорудження виступили луганські ветерани і комуністи. Найбільше занепокоєння у них викликали чутки про перейменування площі Героїв Великої Вітчизняної війни в площу Тараса Шевченка.
Урочисте відкриття відбулось 22 травня 1998 року в день Шевченківського свята «В сім'ї вольній, новій». Проте п'ятиметрова бронзова фігура була встановлена не на високому гранітному постаменті, а на тимчасовому низькому мармуровому блоці, на якому вона стоїть дотепер.
Інший скандал навколо пам'ятника був пов'язаний з тим, що скульптору Івану Чумаку не заплатили гонорар за виконану роботу. Він змушений був звернутися до суду, який 19 березня 2004 року своїм рішенням зобов'язав Луганську міськраду сплати борг скульптору. Однак того ж дня І. Чумак помер.

## Парк-пам'ятка садово-паркового мистецтва
Статус парка-пам'ятки отримав у 1977 році. На території скверу зростають 30 видів дерев і чагарників, зокрема волоський горіх, каштан кінський звичайний, липа серцелиста, ялина, троянди та інші.